# Maison communale de Montluçon
La maison communale de Montluçon est un édifice public de Montluçon (Allier), dans le quartier de la Ville-Gozet, sur la rive gauche du Cher, en face du chevet de l'église Saint-Paul. Il a été réalisé par l'architecte Gilbert Talbourdeau, à l'initiative du maire socialiste Jean Dormoy, et inauguré le 24 septembre 1899. Il a été inscrit comme monument historique le 10 novembre 1997.

## Fonction et dénomination

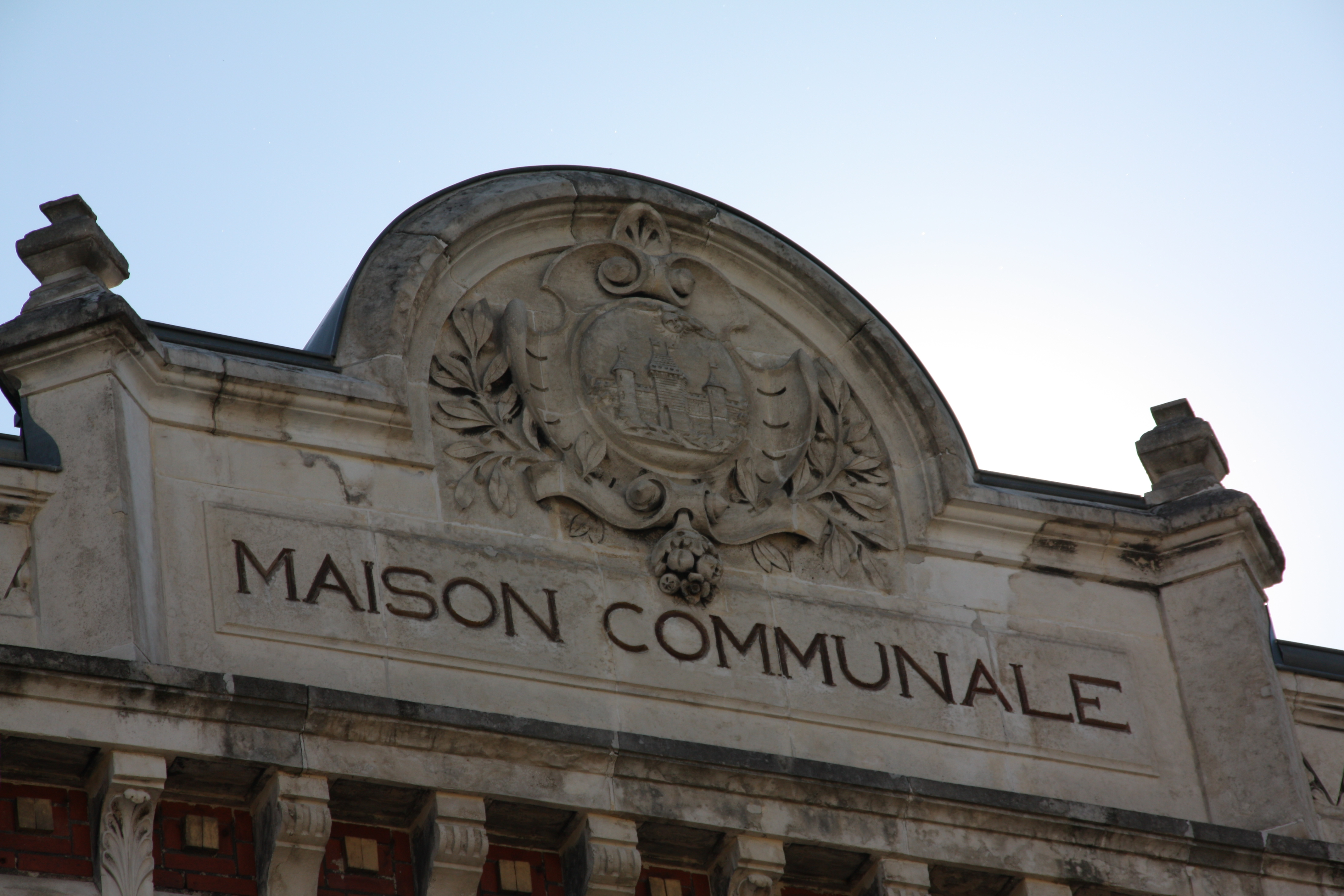
Le fronton de la Maison communale

Le 15 octobre 1896, Jean Dormoy, premier maire socialiste de Montluçon, décide la construction de l'édifice. Son projet a une portée symbolique et politique : « Il s'agit donc de construire une véritable "maison du peuple" civile, face à l'église Saint-Paul, dont le voisinage exige une architecture pouvant au moins faire jeu égal avec celle de l'édifice religieux. » Le 8 juillet 1897, le projet présenté par Gilbert Talbourdeau est adopté par le conseil municipal.
L'inscription maison communale est gravée au fronton du bâtiment, en lettres peintes en rouge foncé. L'édifice est couramment désigné de cette manière ; sa fonction n'est pas administrative. Il s'agit d'un bâtiment destiné à abriter les activités des syndicats et des associations populaires, ce qu'on nomme aussi parfois « maison du peuple ». La façade porte également l'inscription maison des syndicats en lettres rapportées noires au-dessus de la corniche du rez-de-chaussée.

## Construction
L'emplacement choisi se trouve sur la rive gauche du Cher, dans le nouveau quartier de la Ville-Gozet qui s'est développé à partir de 1840 avec l'industrialisation de la ville consécutive à l'ouverture du canal du Berry en 1834 ; ce quartier était un quartier populaire. L'édifice est construit en face du chevet de l'église Saint-Paul, sur l'un des côtés de ce qui est aujourd'hui la place Jean-Dormoy, dont l'église occupe le centre.
La construction commence au second semestre de l'année 1897 et s'achève pour l'inauguration, qui a lieu le 24 septembre 1899.
Le bâtiment a une façade assez étroite sur la place, mais se développe en profondeur. La structure est métallique et elle est recouverte de parements associant la pierre et la brique.